# بيل سامرز (مهندس تصميم)
بيل سامرز (بالإنجليزية: Bill Summers)‏ هو مهندس تصميم أمريكي، ولد في 18 ديسمبر 1935 في أوماها في الولايات المتحدة، وتوفي في 12 مايو 2011 في أونتاريو في الولايات المتحدة.